# Штернберг (замок, Бавария)
Штернберг (нем. Schloss Sternberg) — замок в муниципалитете Зульцдорф-ан-дер-Ледерхеке (Бавария, Германия). Здание представляет собой барочный комплекс из четырёх корпусов с угловыми башнями и центрального внутреннего двора.

## История

### Ранний период
В XII веке дворянский род Хеннебергов получил имение Штернберг от епархии Айхштетта в качестве феода. В 1199 году граф Генрих фон Хеннеберг-Штернберг построил в поместье собственный замок. После того, как род Хеннеберг-Штернбергер пресёкся, замок в 1354 году был продан епархии Вюрцбурга. Бывшее поместье было разделено на несколько меньших феодальных владений. А вскоре был построен новый замок.
В начале XVI века все соседние феоды вновь сосредоточились в одних руках, ими стали владеть представители семьи Трухзес фон Ветцхаузен. Замок сильно пострадал во время Крестьянской войны 1525 года. Восстановленные укрепления вновь были разрушены во время Тридцатилетней войны.

### Роскошная резиденция
Между 1667 и 1669 годами бывший замок по инициативе и под руководством Вольфа Дитриха Трухсес фон Ветцхаузена оказался перестроен в роскошный барочный комплекс. В XVI веке он стал одной из крупнейших резиденций во Франконии. В 1673 году была построена замковая церковь. На её фасаде высекли из камня родовой герб владельцев замка.
В старости, оставшись без наследников мужского пола, Вольф Дитрих решил продать замок своему сюзерену, князю-епископу Вюрцбургскому Иоганну Готфриду фон Гуттенбергу. Это произошло в 1695 году.

### XIX и XX века
Замок оставался во владении баронов цу Гуттенберг до 1838 года. В конце концов владельцы решили продать Штернберг герцогу Эрнсту I Саксен-Кобург-Готскому. В 1846 году баварский король Людвиг I приобрёл поместье у герцога Эрнста II Саксен-Кобург-Готского. По слухам, любовница короля Людвига I ирландская танцовщица Лола Монтес нашла убежище в замке, когда ей пришлось покинуть Мюнхен во время беспорядков в 1848 году и последовавшей революции.
После отречения баварского короля в 1848 году комплекс несколько раз переходил из рук в руки. В 1884 году винодел Китцинген Оскар фон Дойстер купил замок, который был в полуразрушенном состоянии. Новый владелец не только восстановил резиденцию, но и создал вокруг неё просторный парк.
В сентябре 1930 года тогдашний президент Германии Пауль фон Гинденбург оставался на некоторое время в замке, когда прибыл на север Баварии, чтобы наблюдать за осенними манёврами рейхсвера, проходящими в Грабфельде.
В 1933 году замок купил швейцарский проповедник Александр Фрейтаг. Он был основателем религиозного сообщества «Menschenfreundliches Werk», которое и оказалось владельцем поместья. Во времена Третьего Рейха замок служил учебным лагерем штурмовых отрядов СА и учебным центром вермахта во время Второй мировой войны. После войны в замке размещался лагерь беженцев.
В конце 1940-х годов замок вновь вернулся во владение религиозного сообщества и остаётся в этом статусе и поныне.

## Описание
Ранний барочный дворцовый комплекс с массивными угловыми башнями был построен на холме недалеко от Бюхельберга. План подготовил Матиас фон Саарбург, который принадлежал к монашескому ордену капуцинов и ранее работал на семью фон Шёнборнов.
Замок спроектирован так, чтобы отдельные фрагменты служили символом сменяемости времён года. Башни, размещённые в четырёх углах здания, обозначают весну, лето, осень и зиму. Двенадцать каминов внутри комплекса символизируют 12 месяцев года. Соответственно 52 двери замка соответствуют числу недель, а 365 задуманных по проекту окон совпадают с числом дней в году (аналогично проектировались замки Мероде и Аренфельс, а также дворец Дёнхофштэдт).
С сильно выступающими угловыми павильонами и четырьмя крыльями, Штернберг напоминает дворец в Ашаффенбурге.

## Галерея

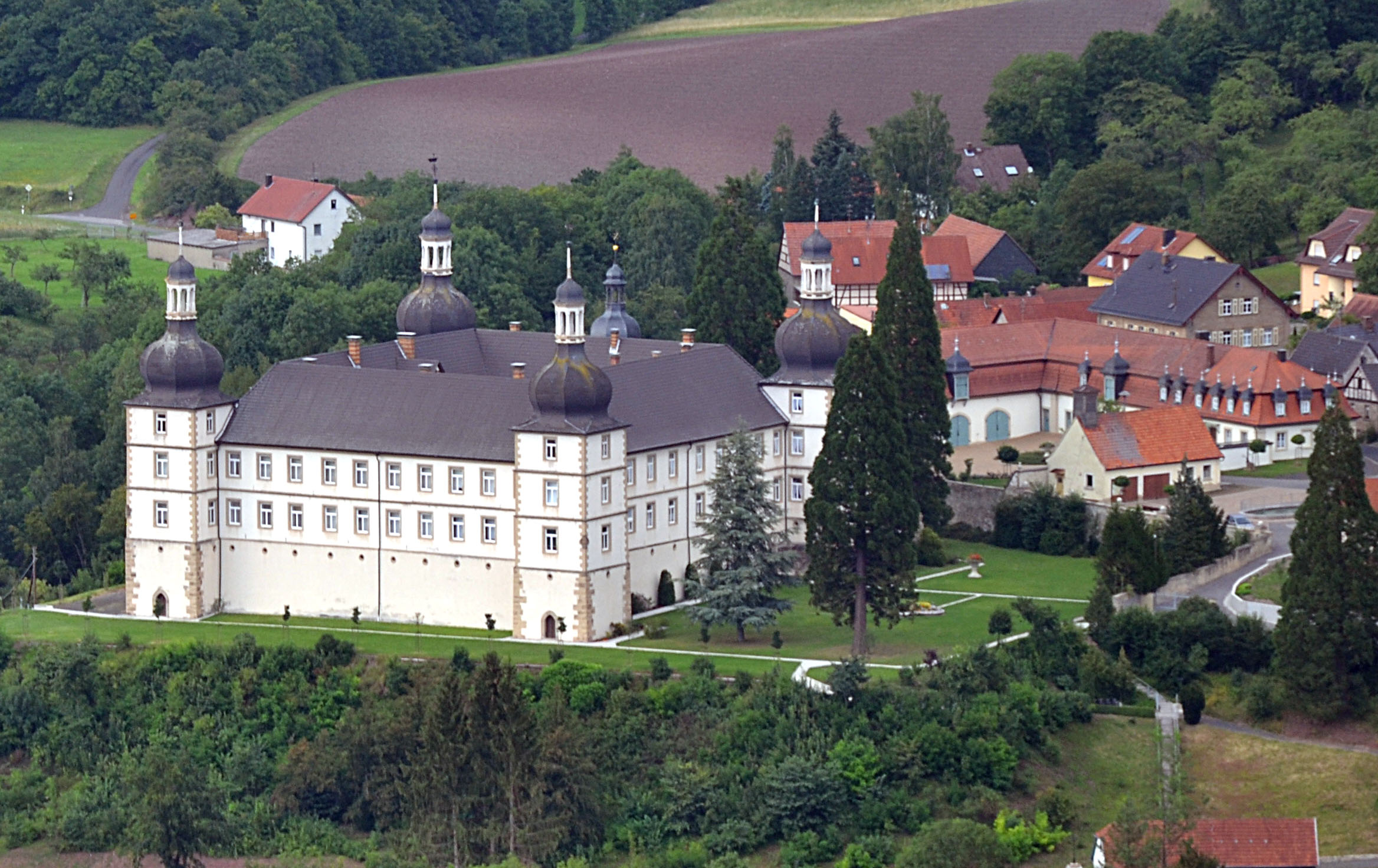
Вид замка с высоты
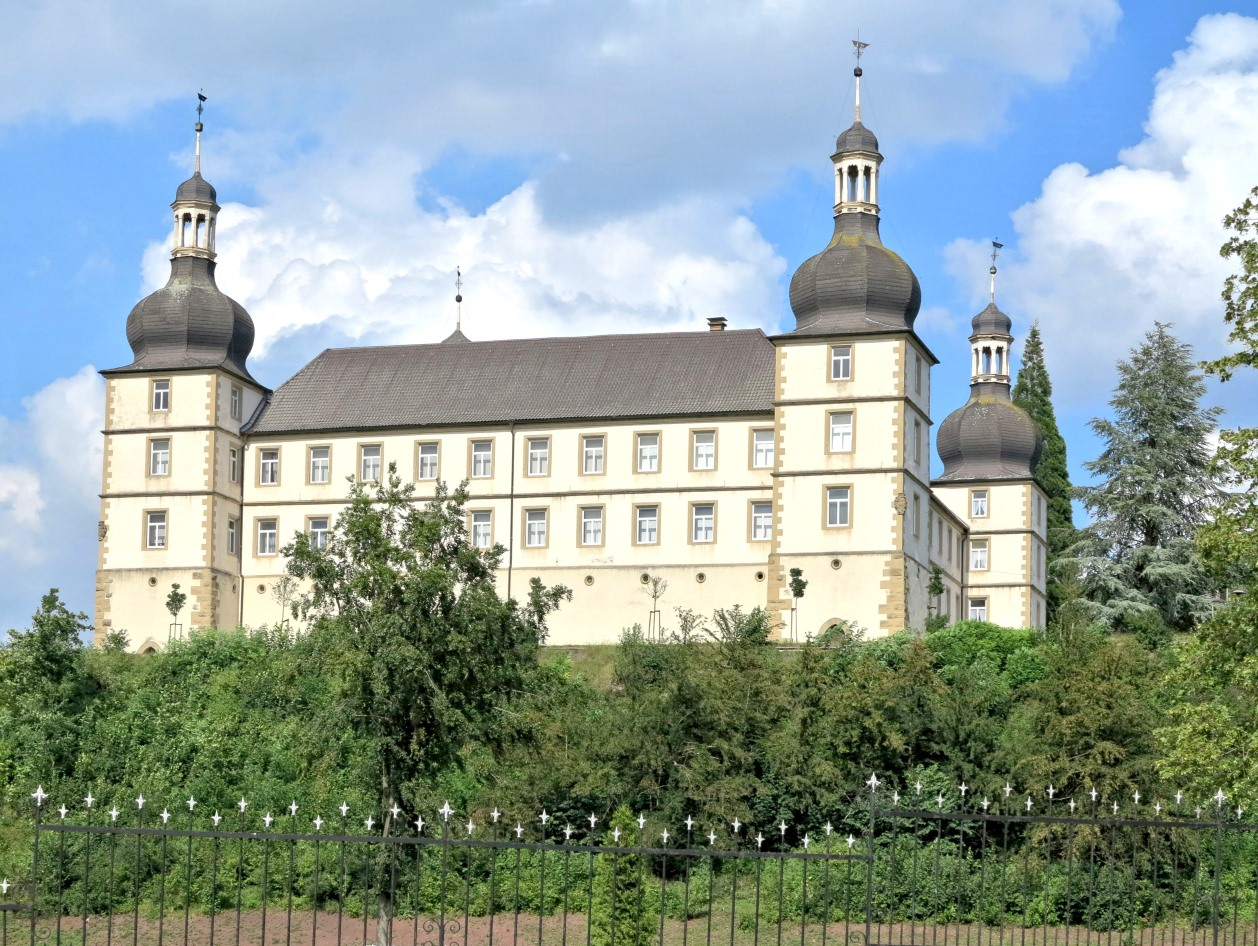
Вид замка с запада
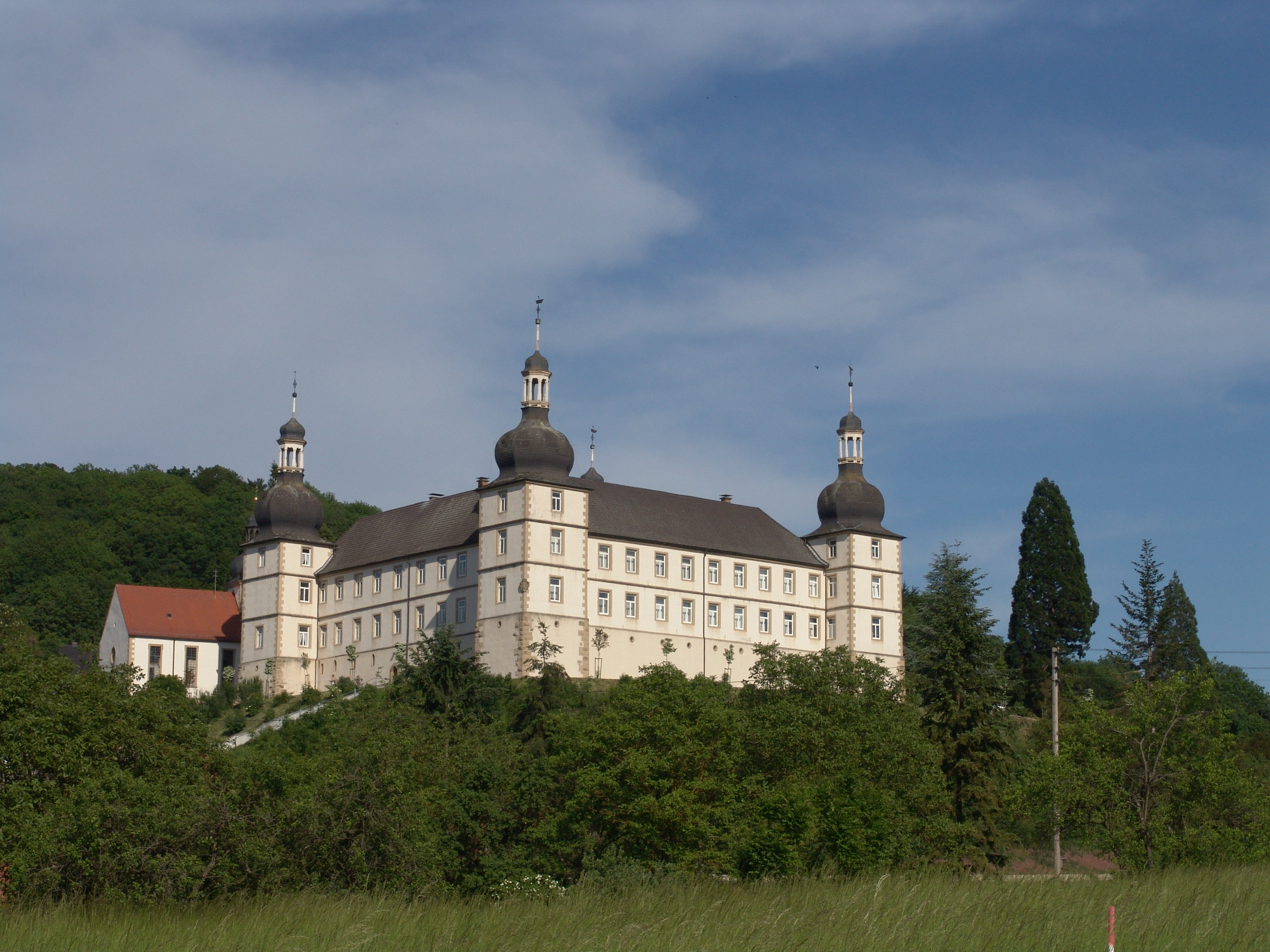
Замок со стороны парка
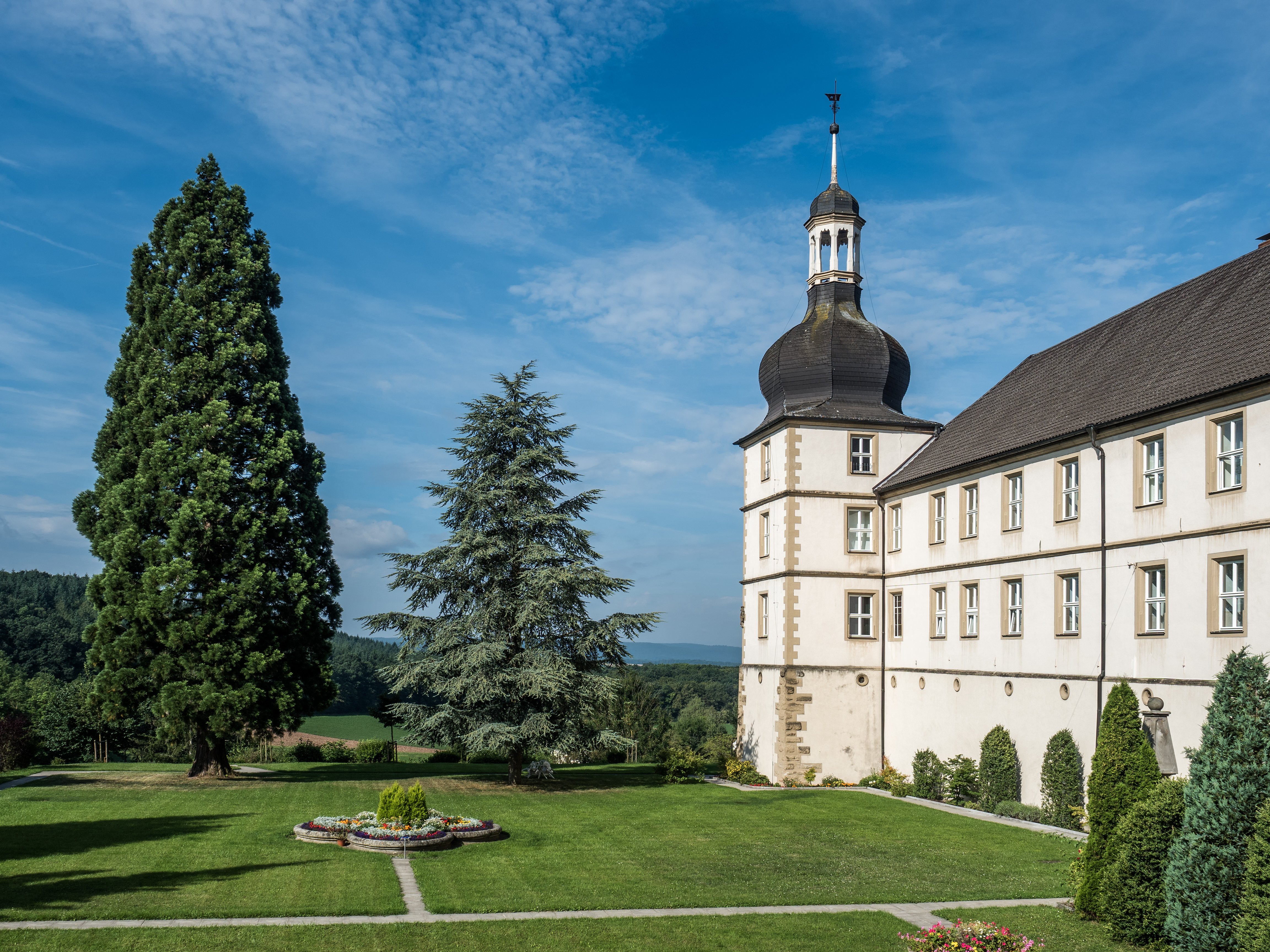
Площадь перед замком